# Cirieño
Cirieño (en asturiano y oficialmente, Cirieñu) es un lugar del concejo de Amieva (Asturias) perteneciente a la parroquia de Sebarga.
Destacan construcciones como La Casona de Cirieñu o la de El Ronderu, además de numerosos hórreos y viviendas más sencillas.[cita requerida]